# De åtta
De åtta (pol. Ośmiu) – ugrupowanie malarzy szwedzkich, założone jesienią 1911 roku w Paryżu. Grupę tworzyli: Tor Bjurström, Leander Engström, Isaac Grünewald, Albert Hoffsten, Sigrid Hjertén i Einar Jolin. Grupę wkrótce opuścił Hoffsten, a dołączyli do niej: August Lundberg, Gösta Sandels i Nils Dardel.
Wiosną 1912 roku grupa miała swą pierwszą wystawę w Sztokholmie. Jej członkowie zaczęli wówczas nazywać siebie ekspresjonistami. Termin ekspresjonizm został zaczerpnięty z rozprawy Matisse'a Notes d'un peintre: „ce que je poursuis par-dessus tout, c'est expressionism”. Opinie krytyki były stosunkowo płytkie i słabe, nawet jeśli zawierały takie określenia „formalne eksperymenty w stylu Cézanne'a”, „dekoracyjny ekspresjonizm” czy, jak w przypadku Sigrid Hjertén, „łagodny i zachwycający dźwięk i echo”. Tym niemniej wystawa doprowadziła do wyjaśnienia, czym jest ekspresjonizm w Szwecji. Miała ona jasny i ewidentnie pragmatyczny charakter, pomimo indywidualnych wariantów, a szwedzcy ekspresjoniści nigdy przedtem nie wyrazili tak otwarcie swojej chęci zreformowania tradycyjnej kultury artystycznej.
Sztokholmski odłam grupy (inspirowanej wpływami Matisse'a) tworzyli: Sigrid Hjertén, Isaac Grünewald, Einar Jolin i Leander Engström. Nils Dardel uprawiał malarstwo naiwne, a działający w Göteborgu Gösta Sandels preferował poetyckość.